# Inachoides
Inachoides is een geslacht van kreeftachtigen uit de klasse van de Malacostraca (hogere kreeftachtigen).

## Soorten
- Inachoides forceps A. Milne-Edwards, 1879
- Inachoides laevis Stimpson, 1860
- Inachoides lambriformis (De Haan, 1839)
- Inachoides meloi (Sankarankutty, Ferreira & Cunha, 2001)